# 짱구는 못말려 극장판: 엄청난 태풍을 부르는 금창의 용사
《짱구는 못말려 극장판: 엄청난 태풍을 부르는 금창의 용사》(일본어: クレヨンしんちゃん ちょー嵐を呼ぶ 金矛の勇者)는 2008년 제작된 일본의 애니메이션 영화이다.
우스이 요시토의 《주간 액션》에 연재된 만화 《크레용 신짱》을 원작으로 하여 제작된 TV시리즈 《짱구는 못말려》의 극장용 애니메이션 영화 시리즈 16편이다.

## 평가
이 극장판은 역대 짱구의 극장판 중 최악의 극장판으로 선정되었다. 무엇보다 영화 줄거리도 해괴하고 성인 등급의 음란한 내용도 많았기 때문에 관객들에게 굉장한 실망을 주었다.

## 줄거리
암흑 세계인 돈 크라이의 대국왕인 다크는 인간 세계를 지배하려고 계획을 세운다. 어둠을 물리칠 세 개의 보물과 용사의 전설을 알고 있던 다크는 그 세 개의 보물 중 하나인 구리종 도우도우를 획득하여, 남은 두 개의 보물인 금창 킨킨과 은방패 긴긴을 빼앗으려 하나, 다행히도 한 발 먼저 다크의 계획을 알아차린 한 용사의 희생 덕분에 금창과 은방패는 인간 세계로 보내지고 만다.
바로 그 때, 짱구의 엄마인 봉미선은 짱구를 위해서 백화점에서 액션 가면에 새로 나온 장난감 액션 소드를 사준다. 그런데 집에 와서 상자를 열어보니 액션 소드는 자가 되어 있었다. 참고로 액션 소드는 킨킨이었던 것이다.
그로부터 며칠 후, 유치원에서 집으로 가는 길에 시로를 쏙 빼닮은 검은 강아지인 쿠로(검둥이)를 보고 데려와 쿠로를 애완견으로 기르기로 했다. 그런데 알고보니 쿠로는 긴긴이었던 것이다.
그 날 밤, 잠에서 깬 짱구는 갑자기 집에 찾아온 프리린이라는 아름다운 여자와 만나 그녀의 부탁으로 같이 외출을 하게 된다. 사실 프리린의 정체는 인간 세계에 파견된 다크의 부하였던 것이었다. 그리하여 짱구는 다크의 계략에 빠져 인간 세계와 암흑 세계를 잇는 문을 열게 된다.
다음 날, 짱구가 열어두었던 문 때문에 암흑 세계의 악당들이 인간 세계로 흘러들어갔고, 그 영향으로 짱구 가족들 집에 여러 가지 일이 벌어진다. 바로 그 때, 신노스케 앞에 타미라는 아이가 나타난다. 타미는 짱구가 금창에게 선택받은 용사라는 말을 하고 짱구를 지키기 위해 왔다고 한다. 짱구는 타미와 같이 다크와 싸우겠다고 결심을 했다.

## 등장인물
- 노하라 신노스케 (신짱구)
- 노하라 히로시 (신형만)
- 노하라 미사에 (봉미선)
- 노하라 히마와리 (신짱아)
- 킨킨 (금금)
- 긴긴 (은은)
- 도우도우 (동동)
- 마타 타미 (또미)
- 마타 타비 (개다래)
- 아세 다크 다크
- 맥 라 쿠라노스케
- 프리린 앵콕

## 한국어 더빙
- 박영남: 짱구
- 오세홍: 짱구 아빠
- 강희선: 짱구 엄마 / 맹구
- 여민정: 짱아 / 철수 / 미미
- 장경희: 흰둥이 / 유리 / 또미
- 정혜옥: 훈이 / 푸리린 / 은은
- 시영준: 다크
- 임경명: 마크 / 동동
- 이재범: 아르마딜로
- 현경수: 원장 / 액션가면 / 또미 아빠(해설)
- 이재현: 나미리 / 금금 / 검둥이
- 김하영: 채성아 / 서정아 아나운서
- 고구인: 부장
- 김디도: 고뭉치
- 이보희: 아나운서

## 캐스트
- 노하라 신노스케 - 야지마 아키코
- 노하라 히로시 - 후지와라 케이지
- 노하라 미사에 - 나라하시 미키
- 노하라 히마와리 - 코오로기 사토미

## DVD
- DVD - 2008년 11월 21일 반다이 비주얼에서 발매

## 같이 보기
- 짱구는 못말려
- 우스이 요시토
- 신에이 동화